# Romain Hervé
 (avril 2025).
 (avril 2025).
Il peut être nécessaire de l'améliorer pour respecter le principe de neutralité de point de vue. Veuillez consulter la page de discussion pour plus de détails.

 (avril 2025).
Si vous disposez d'ouvrages ou d'articles de référence ou si vous connaissez des sites web de qualité traitant du thème abordé ici, merci de compléter l'article en donnant les références utiles à sa vérifiabilité et en les liant à la section « Notes et références ».
Pour les articles homonymes, voir Hervé.

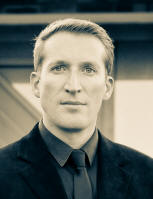
Romain Hervé, pianiste

Romain Hervé, né le 9 août 1977 à Rennes, est un pianiste français.

## Biographie
Héritier de l’école de piano français, formé par les disciples d’Alfred Cortot (Pierre Froment) et de Samson François (Bruno Rigutto), il a suivi une formation de piano, musique de chambre, analyse, lecture à vue, harmonie, improvisation, au CNSMD de Paris ; il a obtenu le diplôme de formation supérieure « piano et musique de chambre mention Très bien » avant d’entrer en cycle de perfectionnement piano.
Il a bénéficié des conseils de Georges Cziffra, Lazar Berman, Dimitri Bashkirov et Leon Fleisher.
Nommé Artiste découverte du magazine Classica en 2003, Romain Hervé est lauréat du concours international de la Société des Arts de Genève, du Festival Polignac, premier prix du concours de Radio France et lauréat des fondations Cziffra et Natexis-Banque Populaire.
Romain Hervé cherche de nouvelles approches de concert et imagine des spectacles musicaux-littéraires qu’il joue en compagnie des comédiens François Beaulieu[Lequel ?] ou Robin Renucci.
Il s’est produit en récital et avec orchestre à Paris (Salle Gaveau, Maison de Radio France, Cité de la musique...), Saint-Étienne (Théâtre Massenet), Rennes (Opéra…), Cannes (Midem avec Laurent Korcia) et à l’étranger : Singapour (Concert Hall de l’Esplanade), Suisse (théâtre de l’Athénée, Studio Ansermet), Allemagne (Maison de la Radio de Hanovre), Corée (Concert Hall du Seoul Arts Center), Hollande (Concertgebouw d’Amsterdam, Bergen, Nijmegen)… et dans le cadre de festivals : Chopin à Nohant, les Pianos Folies du Touquet, Toulouse d'été, Clef de soleil, les Rencontres Musicales en Artois, Serres d’Auteuil, Interlaken Classics, Piano à Saint Ursanne, Piano Passion à Saint-Étienne...
Ses enregistrements consacrés à Liszt et Chopin ont été salués par la critique : dans Coup de cœur-RTL, Alain Duault : « son intelligence musicale rejoint son intelligence tout court » ; R10 du magazine Classica/Répertoire : « ce magnifique récital nous offre la révélation d’un merveilleux pianiste » ; Coup de cœur de l’année 2005 de la revue Pianiste : « Un des plus beaux disques de ces derniers temps » ; 5 diapasons : « Cette interprétation se situe dans la lignée d’un Rubinstein » ; 4 étoiles du Monde de la Musique, Michel Le Naour écrit : « Pour l'élégance, la pudeur et la grâce, Romain Hervé montre que le piano français a encore de beaux jours devant lui ».
Romain Hervé est marié avec la pianiste Véra Tsybakov ; il est amateur de windsurf et de pédagogie musicale ; il est professeur d'enseignement artistique hors Classe.

## Discographie
Pour la maison de disques SKARBO :
Légendes armoricaines, paru en 2020, avec le saxophoniste Ronan Baudry, Œuvres de Bariller, Chauris, Cras, Ladmirault Lamaze, Menut, Ropartz, Voegelin
Pour la maison de disques Saphir Productions :
Génération romantique, (Live à Genève) paru en 2012, Œuvres de Chopin, Schumann et Liszt
Pour les éditions Eyrolles :
CD accompagnant le livre sur Chopin de Sylvie Oussenko paru en 2010
CD accompagnant le livre sur Schumann de Sylvie Oussenko paru en 2011
Pour la maison de disques Calliope :
Chopin (CAL 9362) paru en 2006 : Danses Polonaises (polonaises « héroïque », « militaire », Andante spianato et grande polonaise, mazurkas...)
Liszt (CAL 9349) paru en 2005 : Variations Weinen, Klagen, Sorgen, Zagen, Les 2 Légendes, Venezia e Napoli, Harmonies du soir, Rhapsodie Hongroise no 6
Pour Harmonia Mundi paru en 2005 :
Talents de pianistes, (HMX 2908192), compilation de Bach à Gershwin avec Alexandre Tharaud, Pascal Amoyel, Racha Arodaky, Frank Braley, Romain Hervé, Cedric Tiberghien, Ferenc Vizi, Hélène Couvert, Jerome Ducros, Paul Lewis